# シュタインハイム・アン・デア・ムル
シュタインハイム・アン・デア・ムル (ドイツ語: Steinheim an der Murr,  [ˈʃta‿inha‿im an deːɐ̯ mʊr]) はドイツ連邦共和国バーデン＝ヴュルテンベルク州ルートヴィヒスブルク郡に属す市である。本市はシュトゥットガルト地域（1992年まではミットレラー・ネッカー地域）およびシュトゥットガルト大都市圏周縁地域に含まれる。
シュタインハイムは、ホモ・スタインハイメンシスの発掘地である。ホモ・スタインハイメンシスは、およそ25万年前と推定される先史時代のヨーロッパで3番目に古い人類である。

## 地理

### 位置
シュタインハイムは、ルートヴィヒスブルク郡北部のムル川下流域、高度 190 m から 392 m に位置しており、自然地域区分のネッカー盆地およびシュヴァーベン＝フランケン森林山地の一部を有している。市内をボットヴァール川が流れ、中心部のやや西側でムル川に注いでいる。

### 市の構成
シュタインハイム・アン・デア・ムルは、ヘプフィヒハイム、クラインボットヴァール、シュタインハイムの各市区からなる。各市区の境界は、かつての市町村境界と同じである。公的には市区の名称は市の名前をまず記し、ハイフンをつけて市区名を記述する。市区は同時に、バーデン＝ヴュルテンベルク州の自治体法が定めるヴォーンベツィルク（居住区）をなしており、ヘプフィヒハイムとクラインボットヴァールには、バーデン＝ヴュルテンベルク州自治体法が定める地区議会と代表者としての地区長を有している。ヘプフィヒハイム地区には、ヘプフィヒハイム集落（シュタインハイムから北西に約 3 km の距離にある）と、これとは離れたシュピースホーフ集落が属している。クラインボットヴァール地区には、クラインボットヴァール集落（シュタインハイムの北約 2 km に位置している）、フォルストホーフ小集落、シャウベックの城と小集落が属している。シュタインハイム地区には、シュタインハイム・アン・デア・ムル集落、レールホーフ小集落、フォルダービルケンホーフ小集落、ブーフホーフ小集落、および、これらと離れた場所にあるホルヌングスホーフ集落とジーゲボッツブーフ集落が属している。

### 隣接する市町村
シュタインハイム・アン・デア・ムル市は、北東から時計回りにアスパハ（レムス＝ムル郡）、エールトマンハウゼン、マールバッハ・アム・ネッカー、ムル、プライデルスハイム、インゲルスハイム、ムンデルスハイム、グロースボットヴァール（以上、ルートヴィヒスブルク郡）と境を接している。

### 土地利用
| 土地用途別面積     | 面積 (km2) | 占有率 |
| ------------------ | ---------- | ------ |
| 住宅地および空き地 | 1.55       | 6.7 %  |
| 産業用地           | 0.43       | 1.8 %  |
| レジャー用地       | 0.20       | 0.8 %  |
| 交通用地           | 2.02       | 8.7 %  |
| 農業用地           | 13.17      | 56.8 % |
| 森林               | 4.96       | 21.4 % |
| 水域               | 0.29       | 1.3 %  |
| その他の用地       | 0.56       | 2.4 %  |
| 合計               | 23.18      |        |

州統計局の2018年12月31日現在のデータによる。

## 歴史

### 近世以前
シュタインハイムの市域は、ローマ時代（90年から260年）にはすでに定住が行われていた。ローマ時代の地層からの出土品と多くのレンガ製の炉がこれを証明している。500年頃にメロヴィング朝によってシュタインハイムの在郷貴族シュタインハイム領主家が配された。これにより、その後フランク人の村が形成された。シュタインハイム家は現在のブルクベルク（直訳: 城山）に、800年頃に建設された防衛用の城と監視所を所有していた。これらの施設はおそらく1250年頃に完全に破壊された。
シュタインハイムは、832年9月13日付のロルシュ文書に初めて記録されている。12世紀にバーデン辺境伯が、ローマ時代の浴場跡に領主館を建設した。1254年に騎士ベルトルト・フォン・ブランケンシュタインとその妻エリーザベト・フォン・ブランケンシュタイン（結婚前はエリーザベト・フォン・シュタインハイム）はマリエンタール修道院を創設し、シュタインハイムの教区教会などを修道院に寄進した。教皇インノケンティウス4世が修道院設立を許可した1251年4月4日の同じ日に、修道院創設者の婚姻も許可していることは注目に値する。このため、修道院設立がこの婚姻許可の条件であったと考えられている。
この修道院はかつてのバーデン辺境伯の領主館にあった。その後、影響力の強いドミニコ会女子修道会の女子修道院に発展して行った。エスリンゲン・アム・ネッカーに広い土地を獲得し、1271年以後その領主権を有した。この頃の地名は Steinen であった。

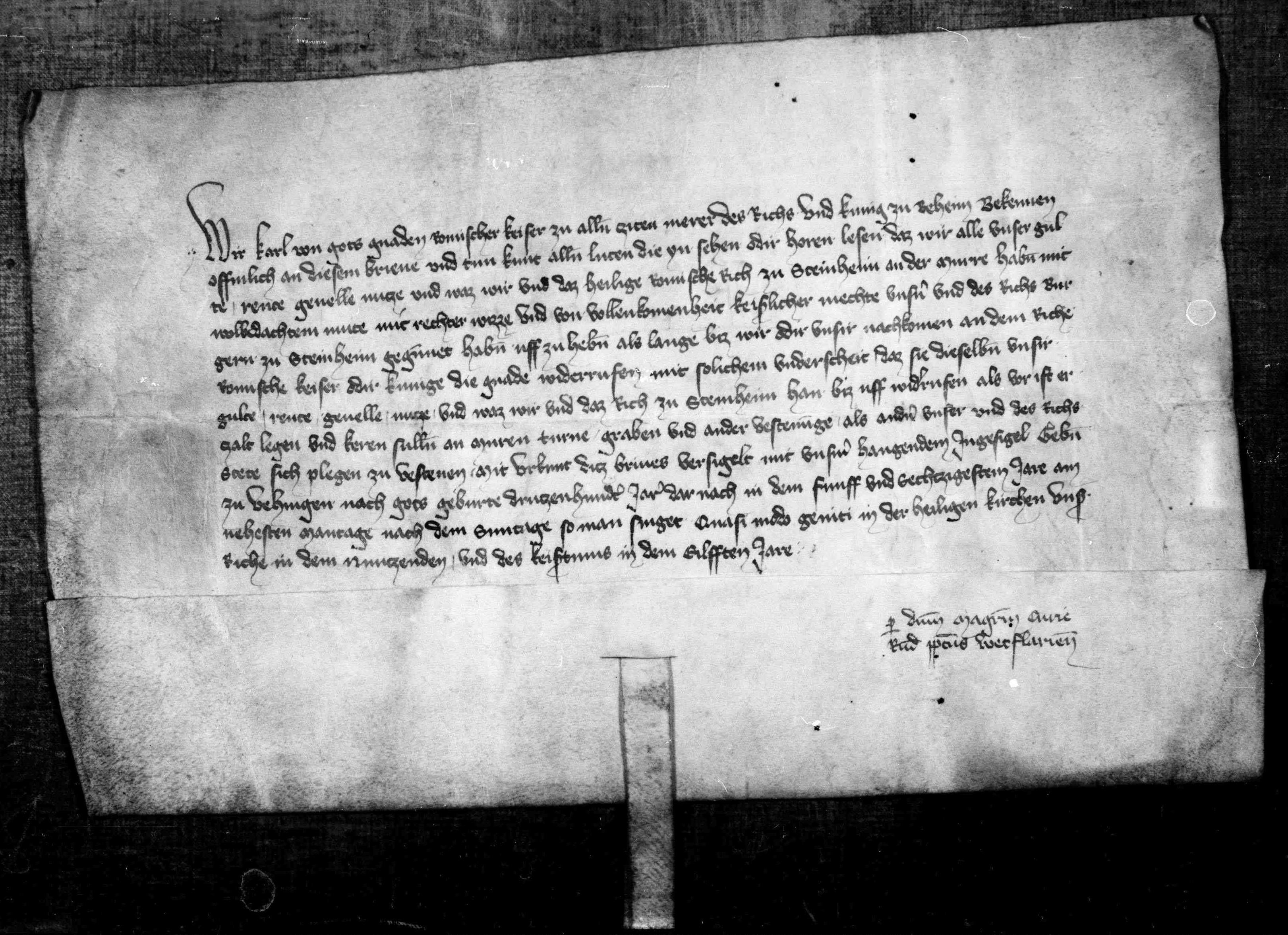
市壁と堀を建設するための税に関する1365年4月21日付けのシュタインハイム市民宛のカール4世の書状

14世紀にシュタインハイムはさらに発展し、市壁と堀の建設に大きな財源が必要となった。これを可能にするために、皇帝カール4世は新たな命令があるまでの間、建設工事を可能とする金貨の鋳造許可をシュタインハイム住民に与えた。

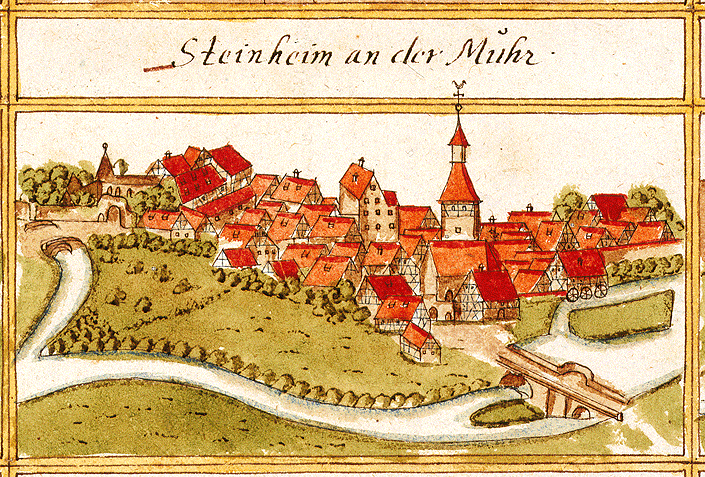
アンドレアス・キーザーによる1686年頃のシュタインハイム絵図

1550年から1560年の宗教改革に伴いマリエンタール修道院は世俗化され、1643年に全焼した。現在、発掘の出土品を修道院・歴史博物館で見ることができる。ヴュルテンベルク領に移管される前の1564年からこの集落は時々「都市」と記述されているが、正式に都市権が授けられたのは1955年になってからであった。

### 19世紀から20世紀
1818年1月1日に発効した行政改革により、ヴュルテンベルク王国は64のオーバーアムト（地方行政区分）を設けた。シュタインハイムはオーバーアムト・マールバッハに属した。
19世紀末頃にシュタインハイムはヴュルテンベルクの家具産業の重要拠点に発展した。ただし現在では、家具産業は現在はあまり重要な役割を果たしていない。
1933年にシュタインハイム近郊で、ホモ・スタインハイメンシスと呼ばれる原始人の頭蓋骨が発見された。これは現在までヨーロッパで発見された原始人類のうち3番目に古いものである。ホモ・スタインハイメンシスはシュタインハイムの原始人類博物館で見学することができる。
ナチ時代のヴュルテンベルクの行政改革により、1938年にオーバーアムト・マールバッハが廃止され、シュタインハイムはルートヴィヒス郡に属すこととなった。
シュタインハイムとクラインボットヴァールとを結ぶ街道沿いの採石場で、1945年4月17日に戦争末期の犯罪が起こった。妻の死を知り、離隊した国防軍兵士エルヴィン・クレーツが逮捕され、第559国民擲弾兵師団司令官クルト・フォン・ミューレン少将の命令で射殺されたのである。これを追悼して1989年に記念碑が建立された。
第二次世界大戦後、シュタインハイムはアメリカ管理地区の一部となり、新設されたヴュルテンベルク＝バーデン州に属した。この州は、1952年に現在のバーデン＝ヴュルテンベルク州となった。

## 住民

### 人口推移
各時点の町域・市域内の人口を示す。数値は、人口調査結果 (*) あるいはバーデン＝ヴュルテンベルク州統計局の公的研究結果に基づく、この街を主たる居住地とする人口である。
| 時期           | 人口（人） |
| -------------- | ---------- |
| 1871年12月1日* | 2,614      |
| 1880年12月1日* | 2,822      |
| 1890年12月1日* | 2,945      |
| 1900年12月1日* | 2,866      |
| 1910年12月1日* | 2,836      |
| 1925年6月16日* | 2,969      |
| 1933年6月16日* | 3,100      |
| 1939年5月17日* | 3,187      |
| 1950年9月13日* | 4,215      |
| 1961年6月6日*  | 5,344      |

| 時期            | 人口（人） |
| --------------- | ---------- |
| 1970年5月27日*  | 7,071      |
| 1980年12月31日* | 8,537      |
| 1987年5月25日*  | 9,454      |
| 1990年12月31日  | 10,316     |
| 1995年12月31日  | 10,923     |
| 2000年12月31日  | 11,152     |
| 2005年12月31日  | 11,636     |
| 2010年12月31日  | 12,039     |
| 2015年12月31日  | 12,219     |
| 2017年1月1日    | 12,446     |

## 行政

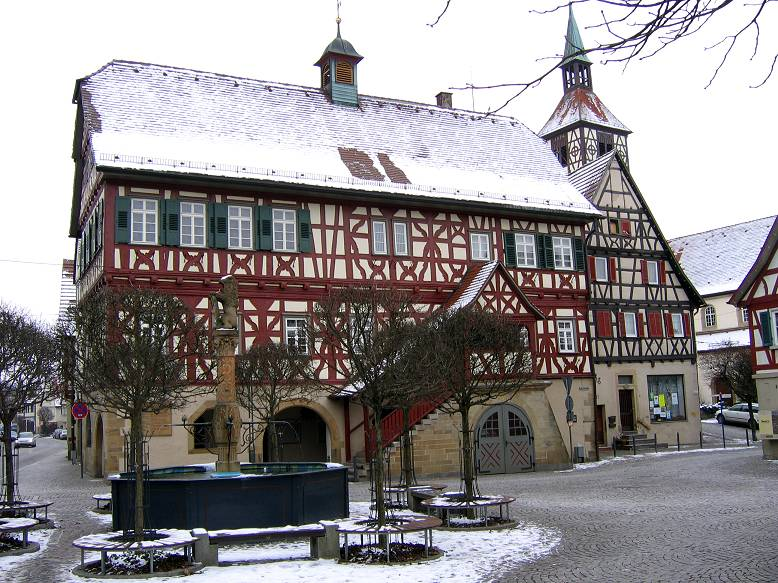
シュタインハイム・アン・デア・ムルの市庁舎

### 市議会
シュタインハイム・アン・デア・ムル市の市議会は「ウンエヒテ・タイルオルツヴァール」と呼ばれる選挙方法で選出される。この方法では、超過議席の数は変動する。2019年5月26日の選挙結果に基づく議席数は22議席である（それ以前は24議席）。議会は、この選出された市議会議員と議長を務める市長で構成される。市長は市議会での投票権を有している。

### 首長
- 1962年 - 1996年: アルフレート・ウルリヒ
- 1996年 - 2008年: ヨアヒム・ショルツ
- 2008年 - 2017年: トーマス・ロスナー
- 2017年2月2日以後: トーマス・ヴィンターハルター[22]

### 紋章と旗
図柄: 赤地。帝国宝珠に似た金色のフレッケンの徴の下に、6つの銀色の石が 1:2:3 に積み重ねられて配されている。
この紋章は1558年以前にすでに町の印章に用いられていた。帝国宝珠に似たフレッケンの徴が初めて認可されたのは1422年であった。市の旗は、赤 - 黄 - 白で、この配食は1863年から用いられている。

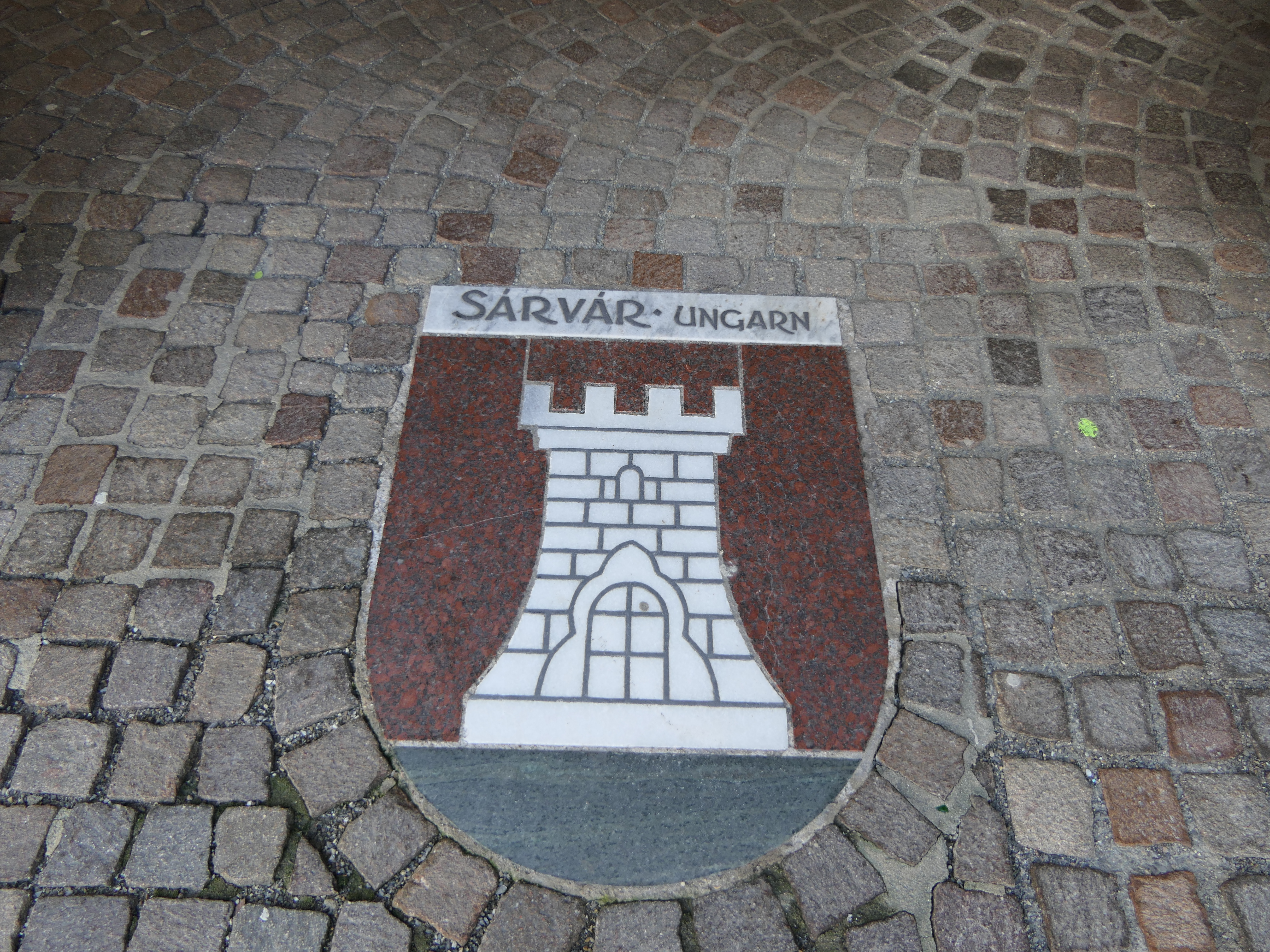
シュタインハイムの道路に埋め込まれた姉妹都市シャールバールの紋章

### 姉妹都市
- シャールバール（ハンガリー語版、英語版）（ハンガリー、ヴァシュ県）1990年5月[24]

## 経済と社会資本
シュタインハイムは、ヴュルテンベルク・ワイン生産地区のヴュルテンベルク・ウンターラント地区グロースラーゲ・ヴネンシュタインに属すワイン生産地である。

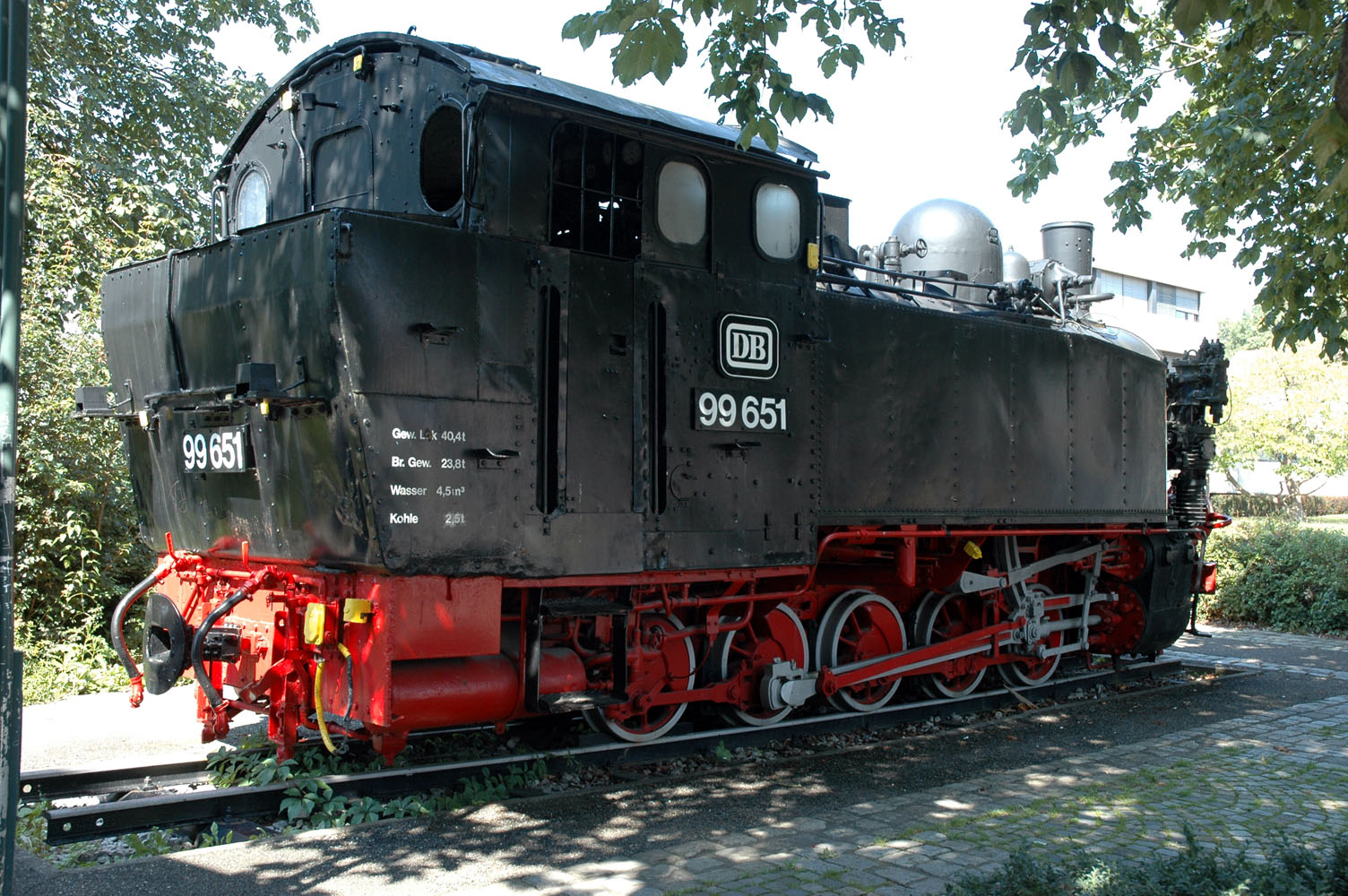
旧シュタインハイム・アン・デア・ムル駅前に展示されている機関車 99 651

### 交通
クラインボットヴァールとシュタインハイムは、1894年に完成したマールバッハ・アム・ネッカーからバイルシュタインに至る狭軌鉄道ボットヴァール鉄道に面していた。王立ヴュルテンベルク邦有鉄道は、Type I と IIa の駅舎を設けた。その後この路線はハイルブロン南まで延伸された。
1966年に旅客運行が廃止され、貨物輸送はマールバッハとシュタインハイムとの間が改軌され、1989年まで存続した。2016年までは、シュタインハイムの旧駅前に展示された機関車 99 651（地元では「エンテンメルダー」と呼ばれた）が、狭軌鉄道の時代を思い起こさせていた。高額の修繕費用が嵩んだため、市議会は2016年2月16日に個々を閉鎖することを決定し、機関車はオクゼンハウゼンのエヒスレ狭軌鉄道博物館協会 e.V. に寄贈された。
鉄道廃止後、公共旅客交通は専らバス路線による。シュトゥットガルト地域バス 460号（マールバッハ - バイルシュタイン）が30分間隔で運行している。また、461号も主要な交通の軸となっている。この路線はホレンヴィンケル新興住宅地を通る。

### 公共機関
郡立クレーブラット・プフレーゲハイムの老人・養護ホームがある。

## 文化と見所
- 原始人類博物館
- 修道院・歴史博物館
- 1686年建造の木組み建築の市庁舎

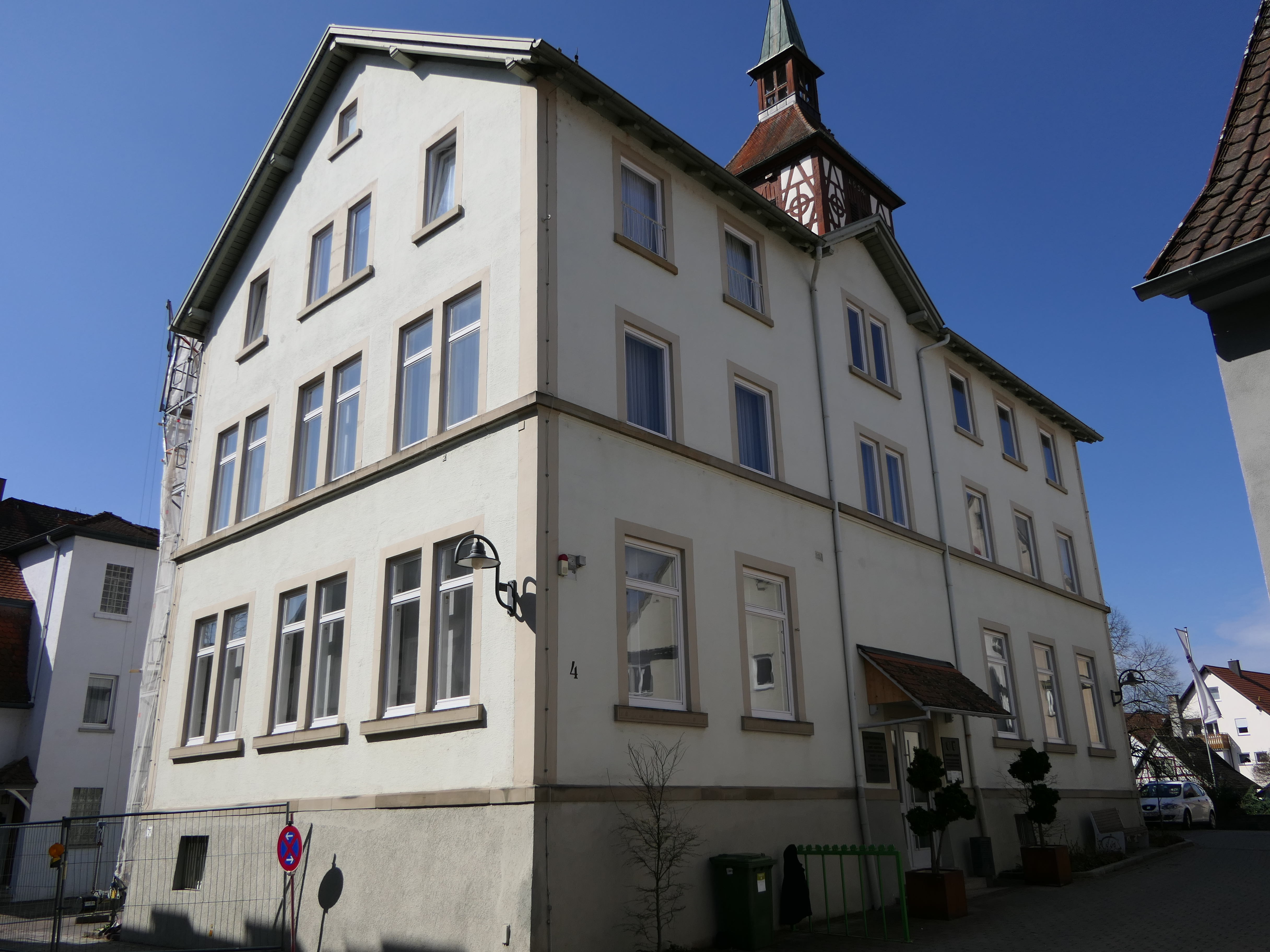
原始人類博物館

- シャウベック城: 13世紀に建設されたシャウベック城は、クラインボットヴァール地区とシュタインハイム地区との間に位置している。この城は、アーデルマン伯家の私邸であると同時に、ワイナリー・グラーフ・アーデルマンの本社でもある。2年ごとにこの城で、全国的に知られた「ワインと文化の日」が開催される。
- 1896年の水車
- 歩む象「シュテッピ」[27]: これは、1910年8月6日にザメット坑で砂の採取を行っていた際に発見された巨大な骨格[28]の、高さ約 5 m の鋼鉄製の模造品で、発見100周年を記念して2010年8月に一般公開された。
- クラインボットヴァール地区の聖ゲオルクス教会: 15世紀末に後期ゴシック様式で建設されたこの福音主義教会は、この地域では珍しい階段破風（ドイツ語版、英語版）を有している。1838年に8枚の価値の高いガラス絵が、はるかに安値で売却された。このうち5枚が20世紀末頃に再発見された。コピーが1992年から93年に製作され、再び教会に設置された。この他に教会内には、創建当時（1500年頃）に創られた洗礼盤がある[29]。
- 耕地整理の過程で1975年に、ローマ時代（2世紀）のいくつかの神聖な石や多くの古い境界石をもつラピダリウム（ドイツ語版、英語版）が発見された。境界石の最も古いものは1422年に設けられたものであった。ラピダリウムは、シュタインハイムとシャウベック城とを結ぶアルター・クラインボットヴァーラー街道沿いにある。
- グリル場があるブルクベルク展望台
- 1489年に建設された旧クロスターケルター（修道院のブドウ搾り所）
- 13世紀建造のミューレ（旧水車）
- 1687年建造のマルクトブルネン（市場の泉）
- 1624年建造のシュレスレ（小城）
- 聖マルティンス教会、1235年に初めて文献に記録されている
- 1594年に建造された旧市庁舎

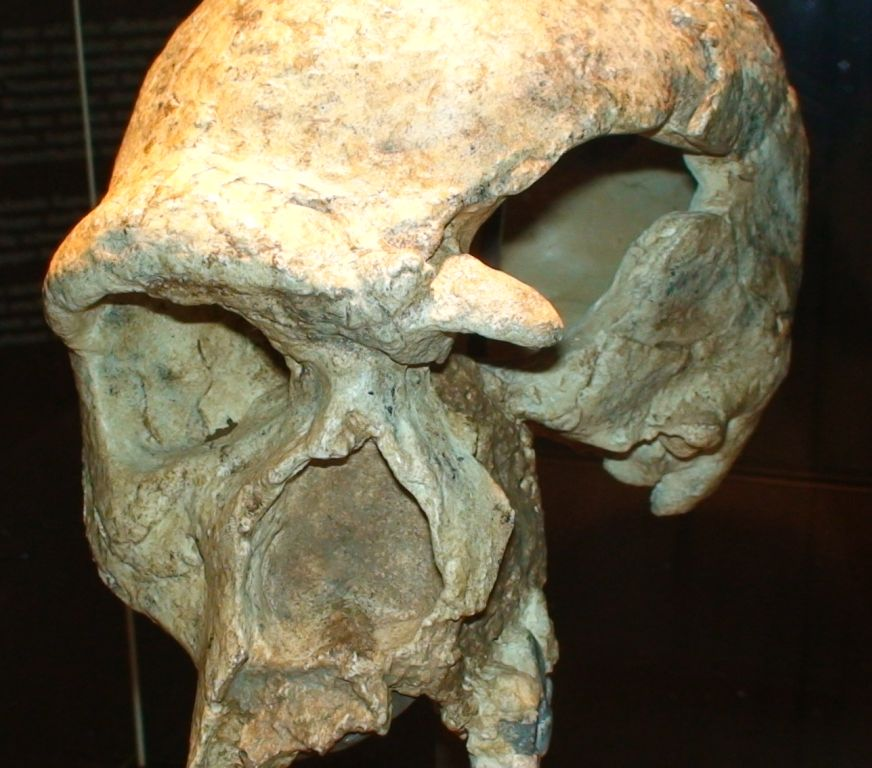
原始人類博物館に展示されているホモ・スタインハイメンシス（ドイツ語版、英語版）の頭蓋骨模型
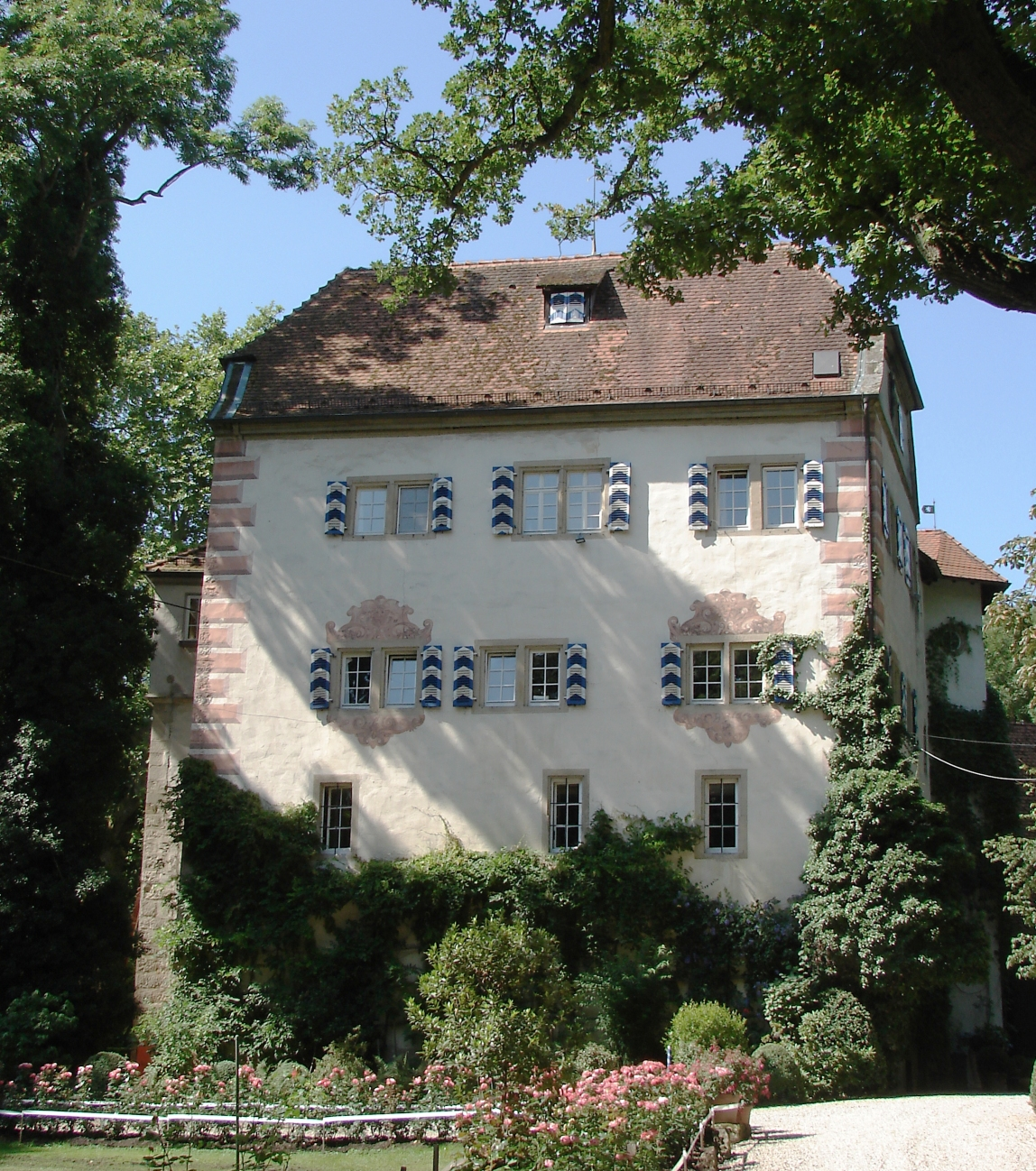
シャウベック城
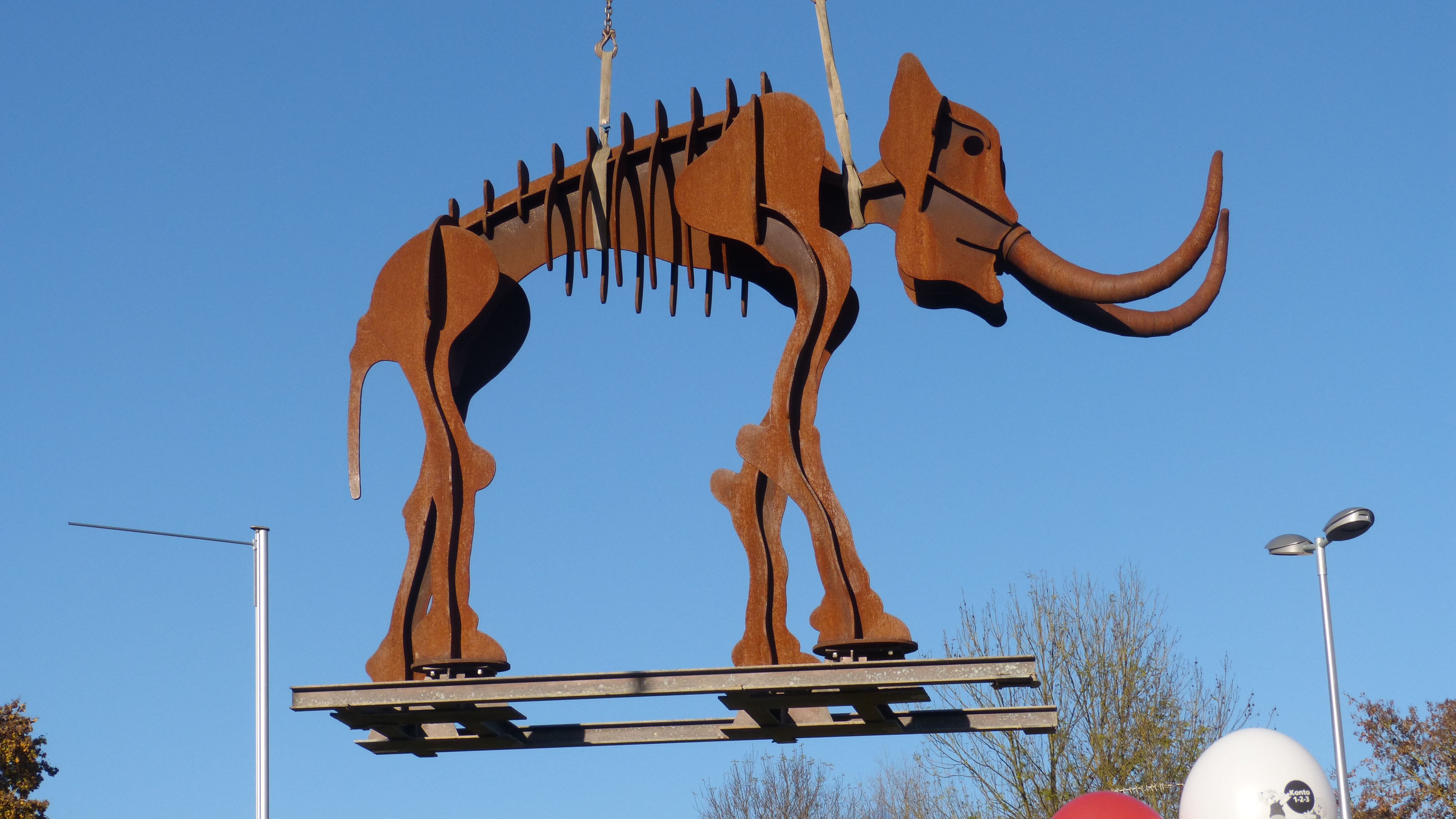
シュテッピ
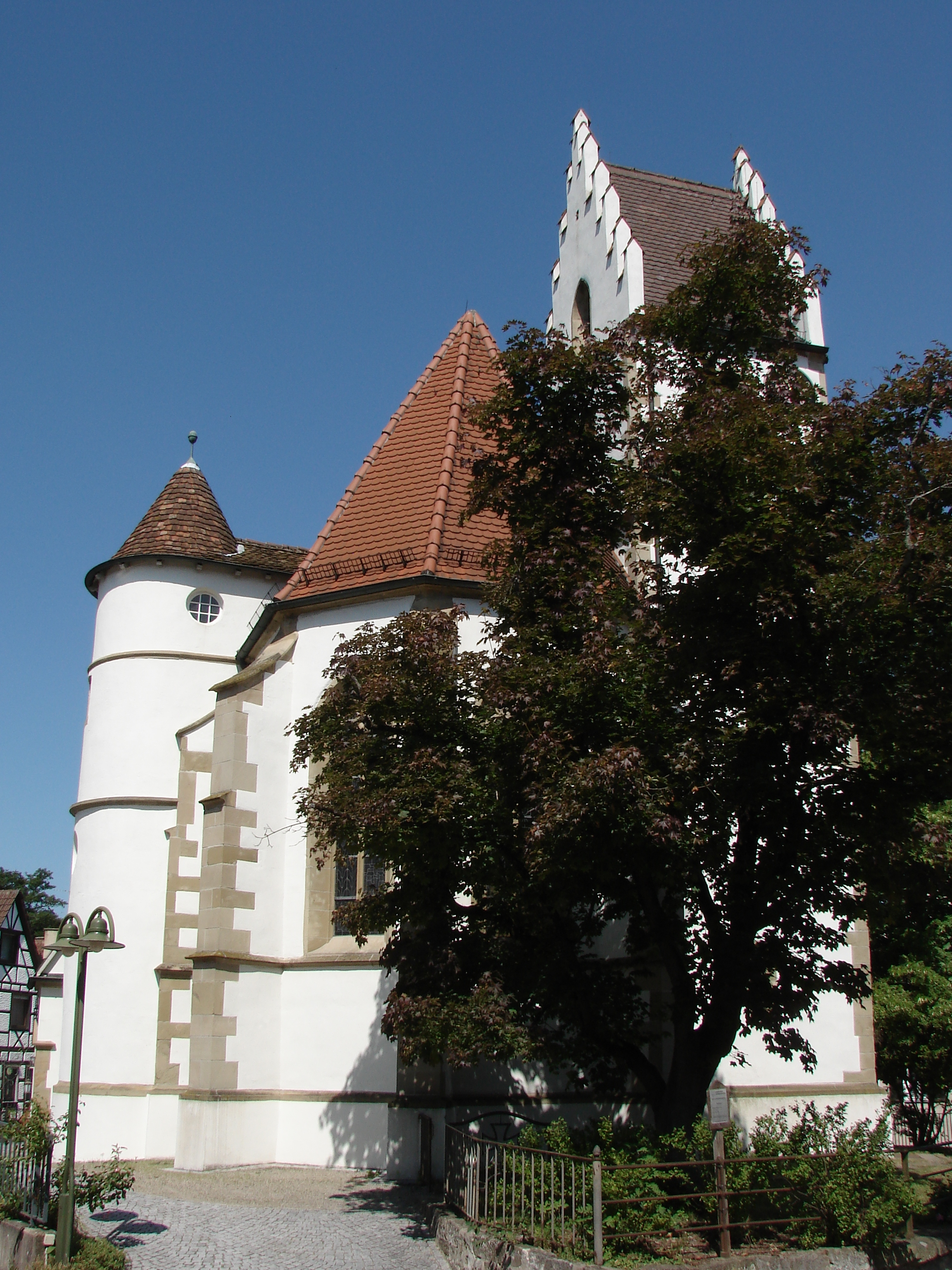
クラインボットヴァールの聖ゲオルクス教会
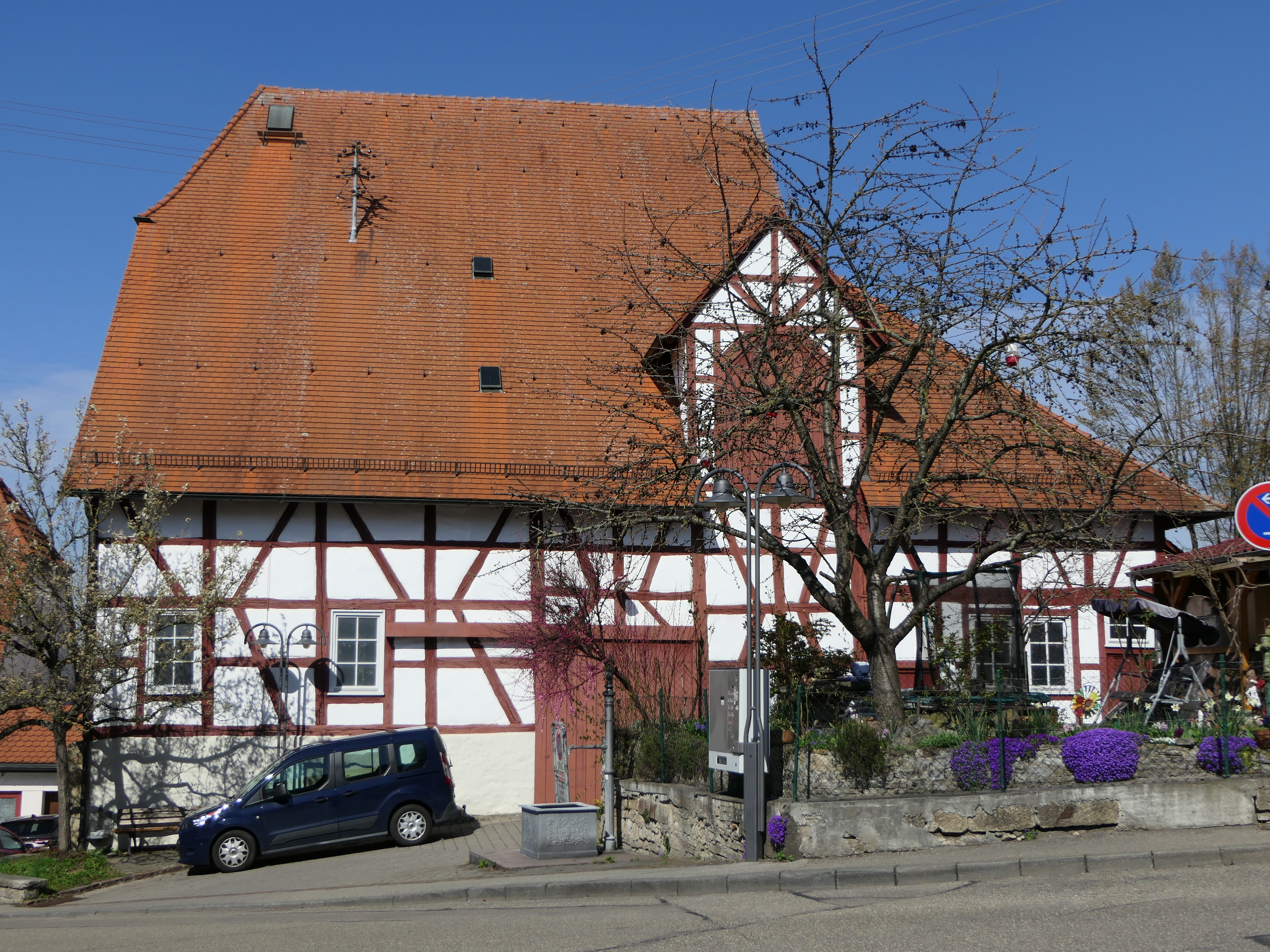
旧クロスターケルター
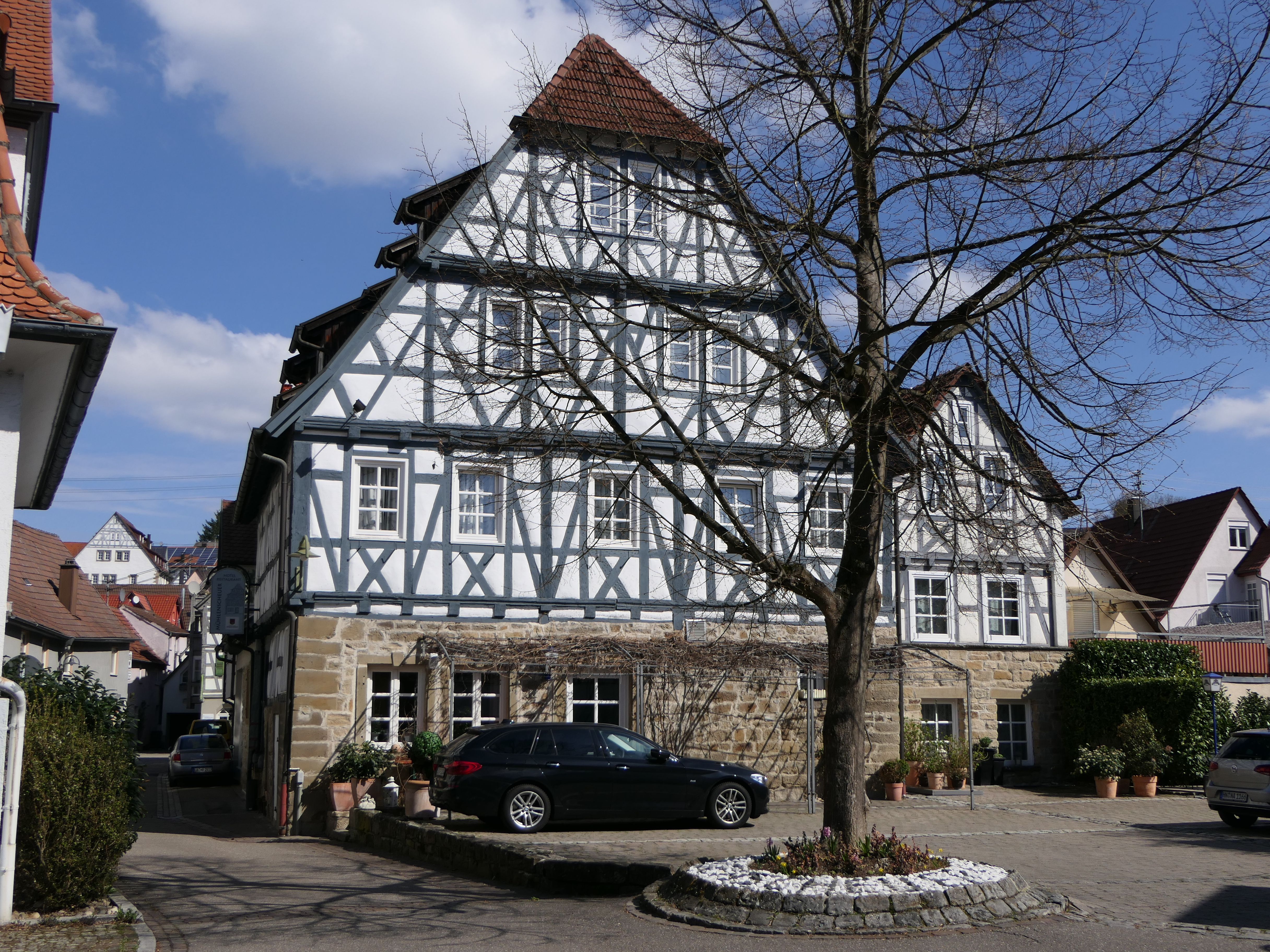
ミューレ
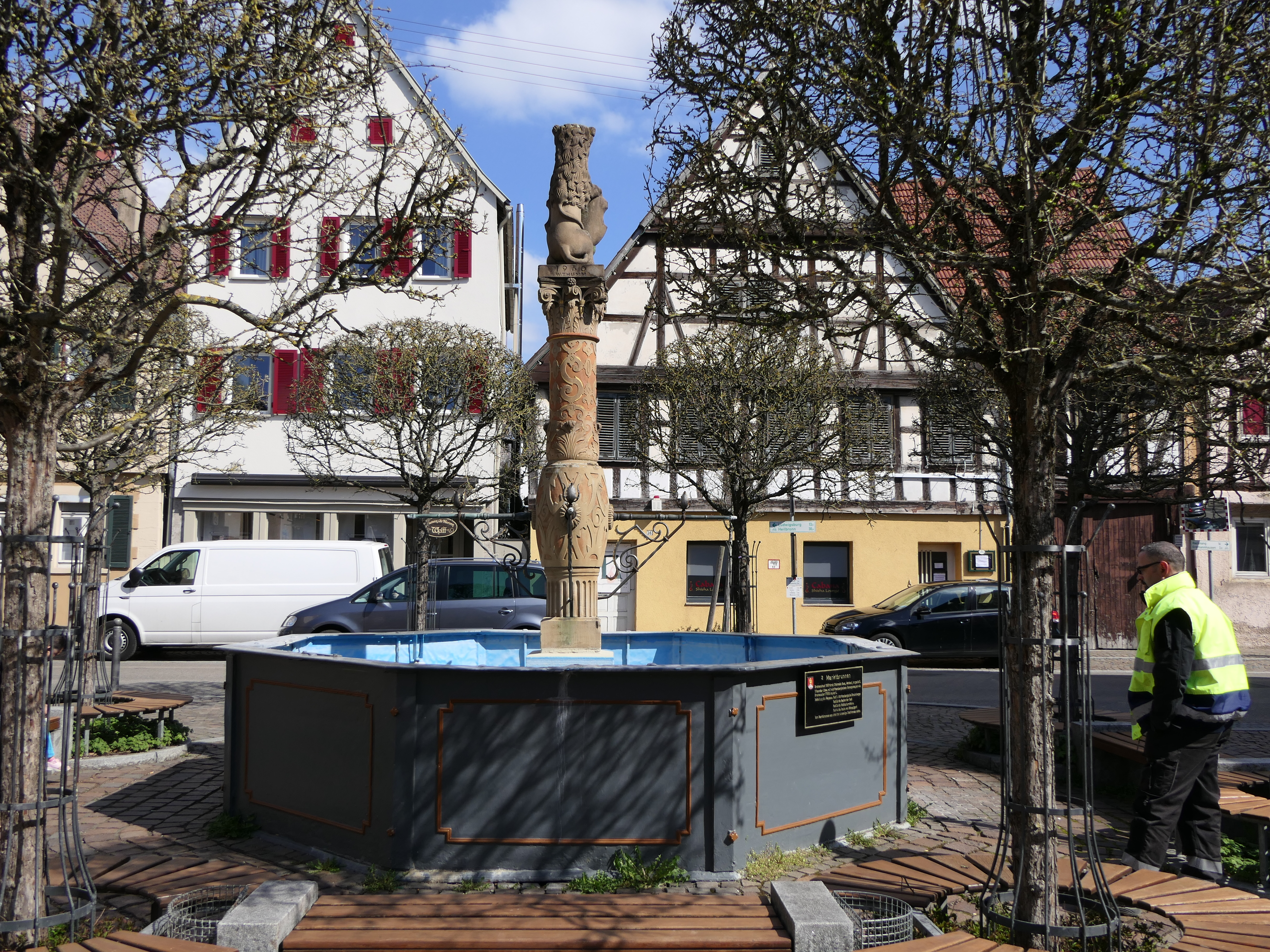
マルクトブルネン
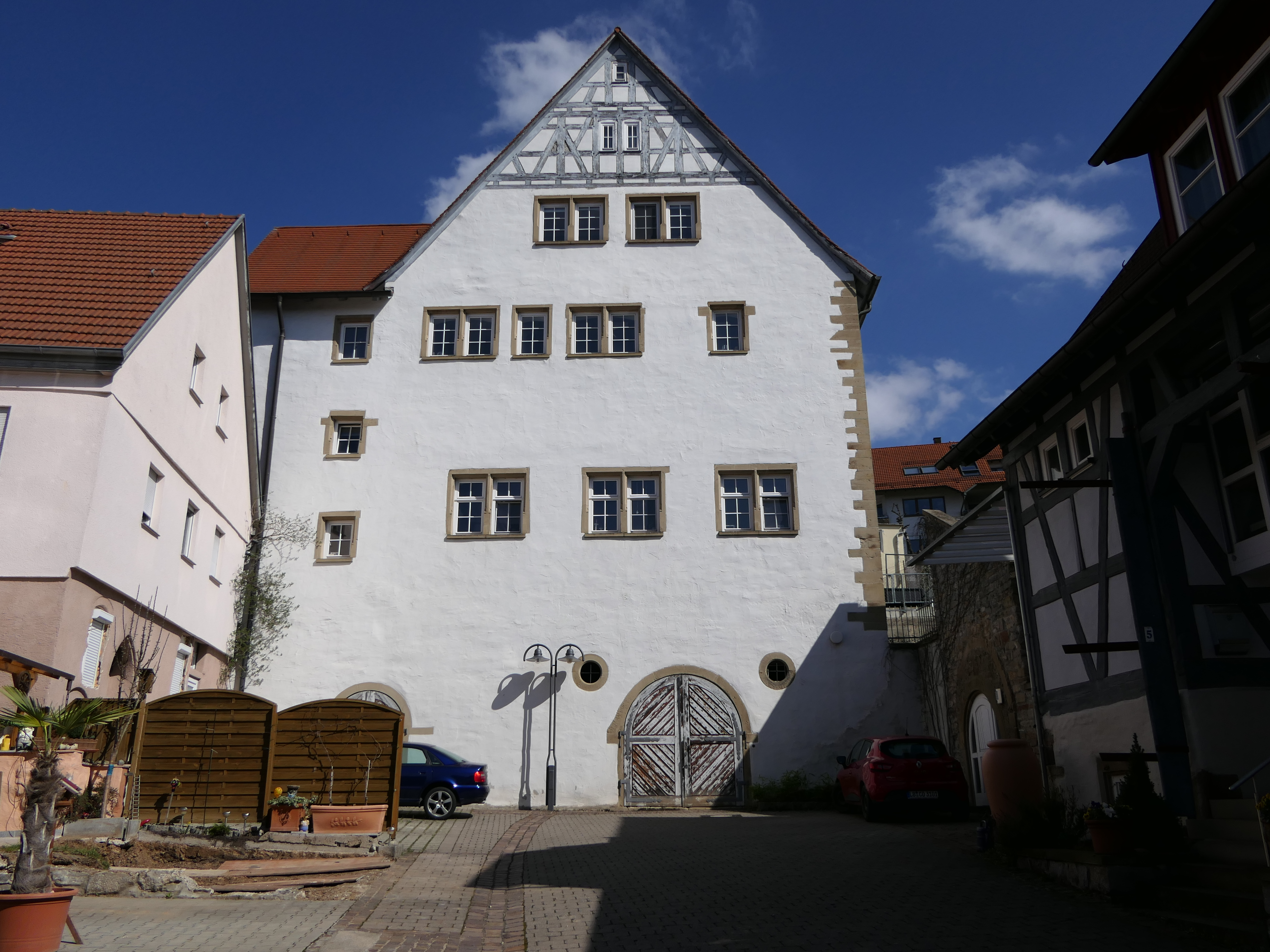
シュレスレ
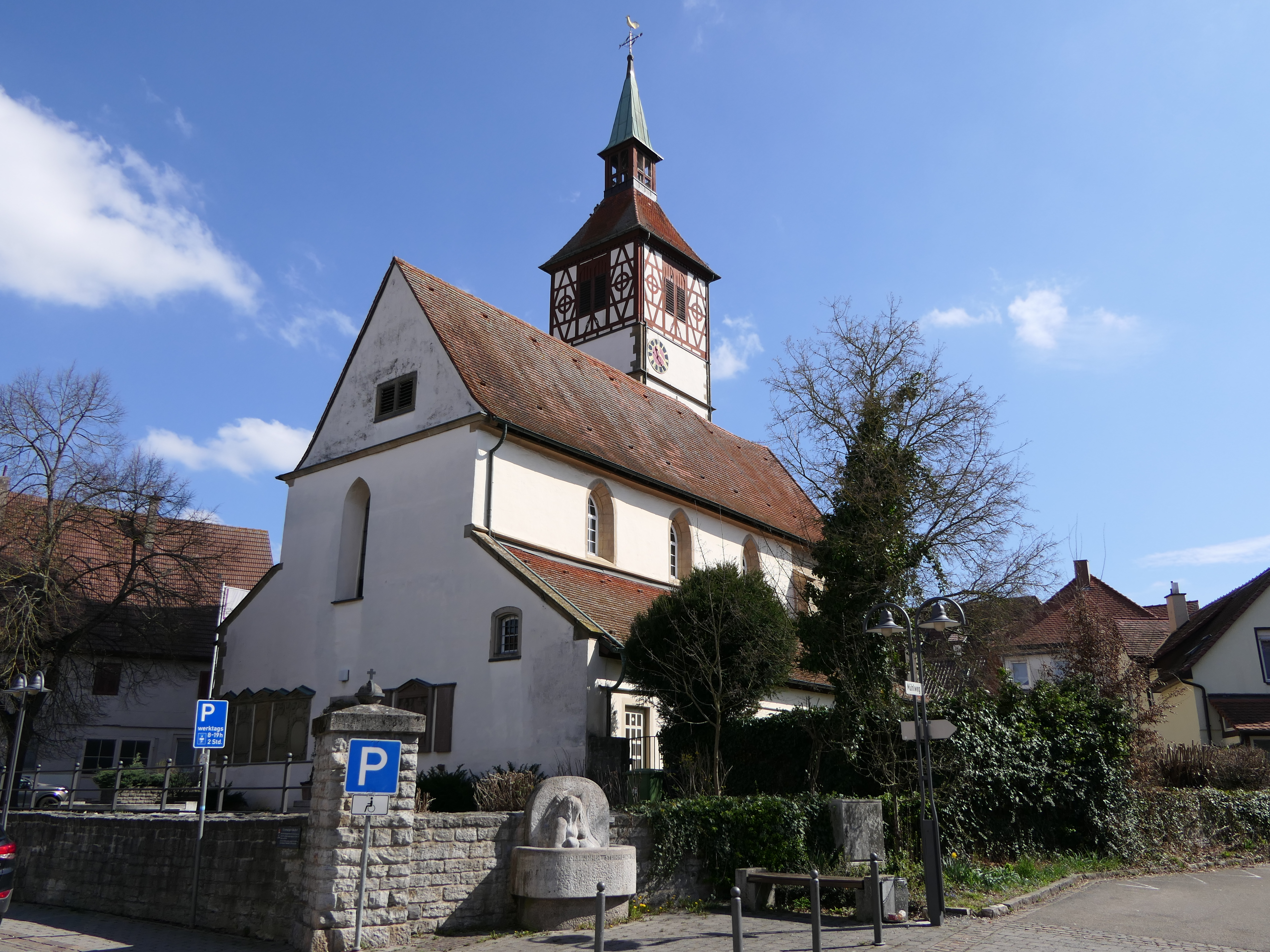
聖マルティンス教会
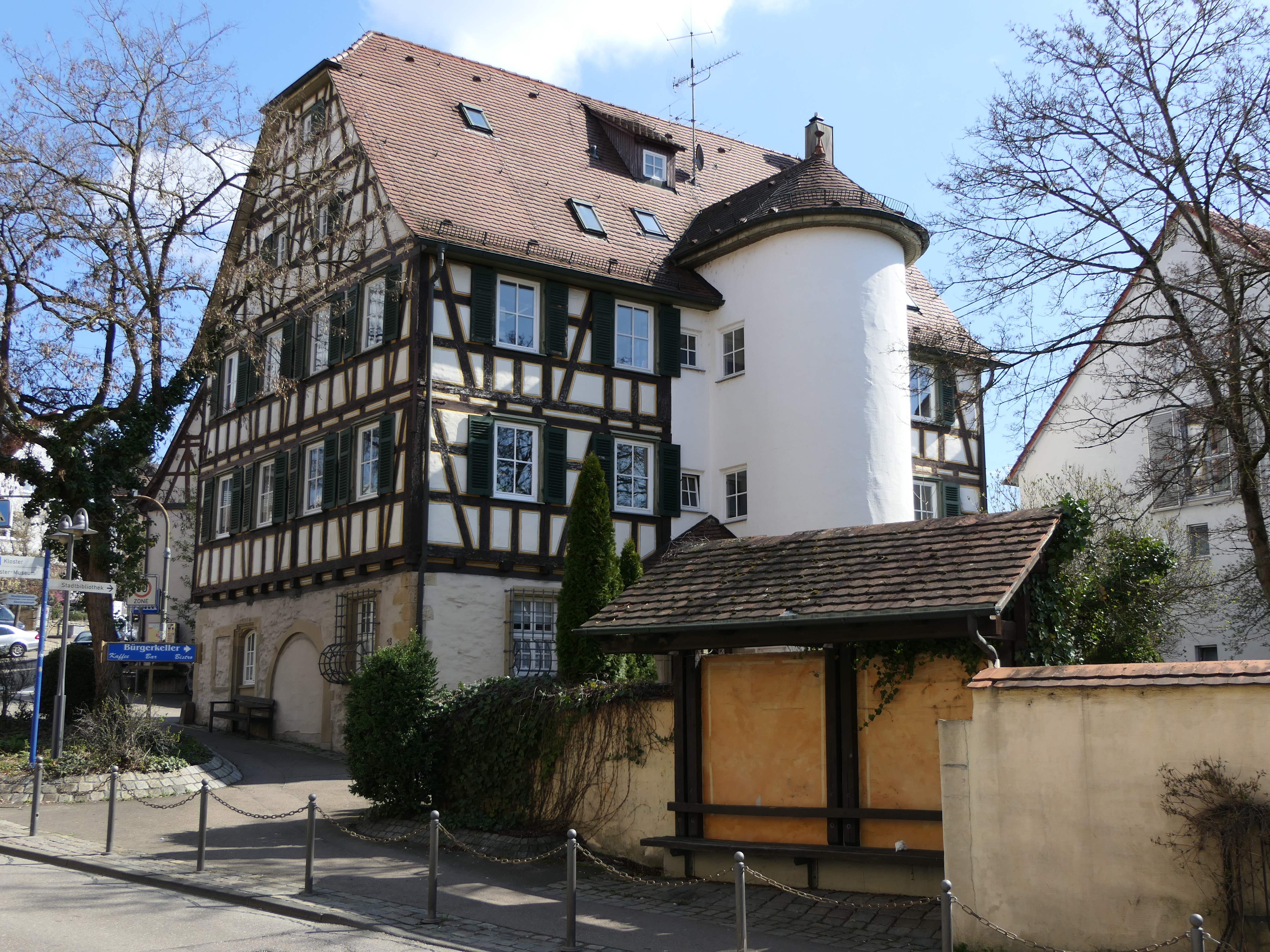
旧市庁舎

### スポーツ
- TSG シュタインハイム: 体操・スポーツ・歌唱クラブ・シュタインハイム e.V. 1892 は、7つの部門を擁しており、卓球、サッカー、バレーボール、体操、陸上競技、チェス、歌唱を楽しむことができる。
- FC シュタインハイム: 純粋なサッカークラブであり、他の部門はない。
- ボットヴァールタール＝マラソン: 2003年から毎年ボットヴァールタール＝マラソンが開催されており、ゴールはシュタインハイムに設けられている[30]。
- ミネラルヴェレンフライバート・ヴェラリウム（波立つプール）

## 人物

### 出身者
- フィリップ・クリストフ・ツェラー（ドイツ語版、英語版）（1808年 - 1883年）昆虫学者
- エドゥアルト・ツェラー（1814年 - 1908年）神学者、哲学者

## 関連文献
- K. Senftleber: Die Geschichte des Klosters Marienthal zu Steinheim an der Murr. Zulassungsarbeit 1953. Manuskript im Stadtarchiv Steinheim. Beiträge zur Heimatkunde, Steinheim.
- M. Karl Pfaff, Konrektor am Pädagogium zu Eßlingen: „Miszellen aus der wirtenbergischen Geschichte zugleich Erläuterungen und weitere Ausführungen zu seiner Geschichte Wirtenbergs“. Stuttgart, J. B. Metzler'sche Buchhandlung, 1824, Kapitel III „Geschichte der Reformation des Frauenklosters Steinheim an der Murr 1553–1566.“, pp. 49–67.

これらの文献は、翻訳元であるドイツ語版の参考文献として挙げられていたものであり、日本語版作成に際し直接参照してはおりません。

## 訳注
1. ↑  ドイツ語: Unechte Teilortswahl。バーデン＝ヴュルテンベルク州の市町村レベルの選挙で採用されている特殊な選挙方法。候補者は地区別の選挙人名簿に登録されるが、地区を超えて全住民が投票できる。